# Округ Ходоњин
Округ Ходоњин (чеш. Okres Hodonín) је округ у Јужноморавском крају, у Чешкој Републици. Административно средиште округа је град Ходоњин.

## Становништво
Према подацима о броју становника из 2012. године округ је имао 156.517 становника.